# East Meadow
East Meadow és una concentració de població designada pel cens dels Estats Units a l'estat de Nova York. Segons el cens del 2000 tenia 37.461 habitants.

## Demografia
Segons el cens del 2000, East Meadow tenia 37.461 habitants, 12.186 habitatges, i 9.651 famílies. La densitat de població era de 2.299,5 habitants per km².
Dels 12.186 habitatges en un 35,8% hi vivien nens de menys de 18 anys, en un 67,2% hi vivien parelles casades, en un 9% dones solteres, i en un 20,8% no eren unitats familiars. En el 17,9% dels habitatges hi vivien persones soles l'11,6% de les quals corresponia a persones de 65 anys o més que vivien soles. El nombre mitjà de persones vivint en cada habitatge era de 2,94 i el nombre mitjà de persones que vivien en cada família era de 3,34.
Per edats la població es repartia de la següent manera: un 23,4% tenia menys de 18 anys, un 7,7% entre 18 i 24, un 30,1% entre 25 i 44, un 22,6% de 45 a 60 i un 16,3% 65 anys o més.
L'edat mediana era de 39 anys. Per cada 100 dones de 18 o més anys hi havia 96,5 homes.
Entorn del 2,3% de les famílies i l'1,8% de la població estaven per davall del llindar de pobresa.